# شاتوبريانت
شاتوبريانت (بالبريتانية: Kastell-Briant)‏ هي مدينة في غرب فرنسا، تبعد حوالي 350 كـم (220 ميل) جنوب غرب باريس، وهي واحدة من ثلاث مديريات فرعية تابعة لإقليم لوار الأطلسية، تقع المدينة ضمن المنطقة التاريخية والثقافية لبرطانية.

## السكان
بلغ عدد سكانها حوالي 33961 نسمة حسب تعداد عام 2018.

## معرض الصور

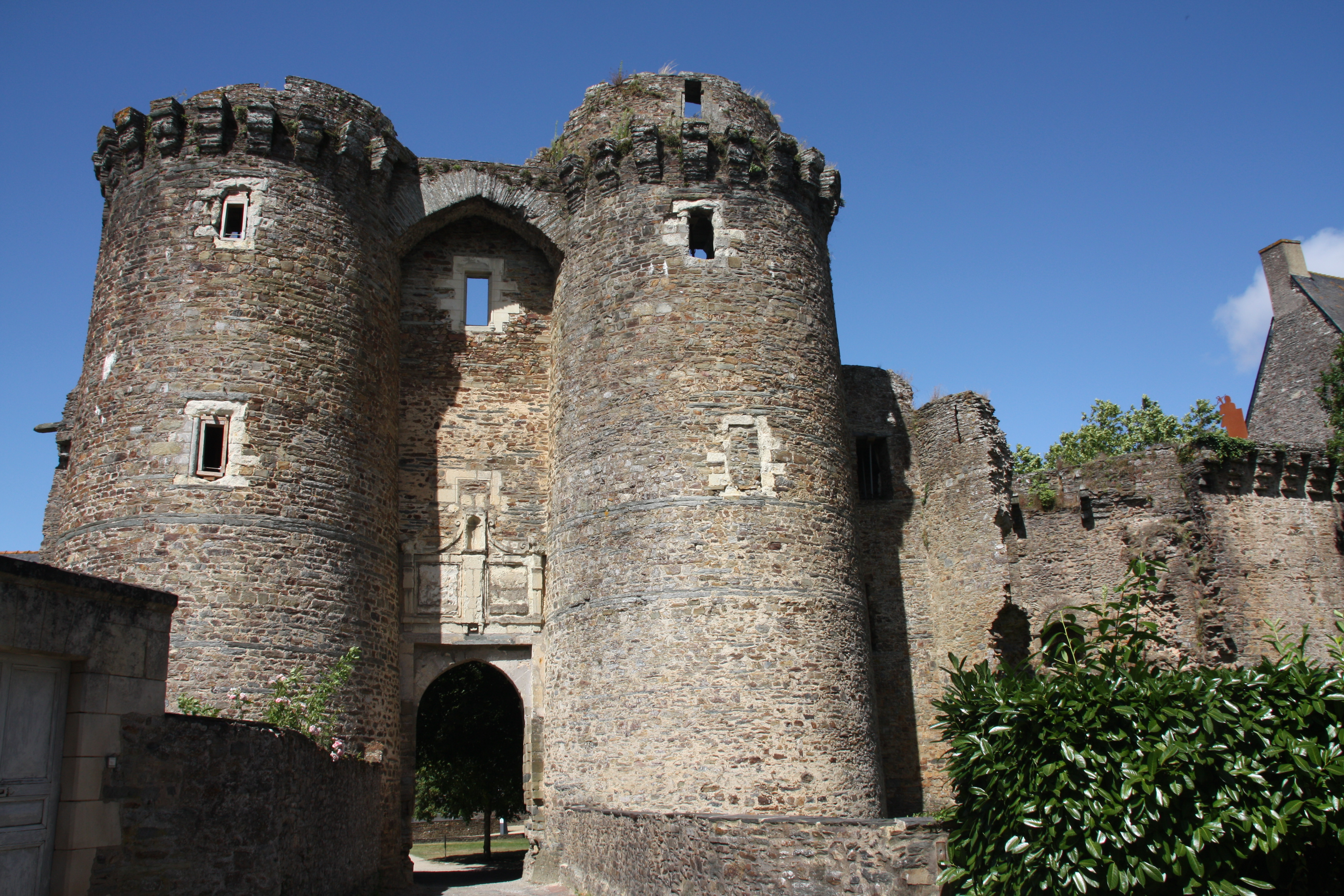
بوابة القلعة.
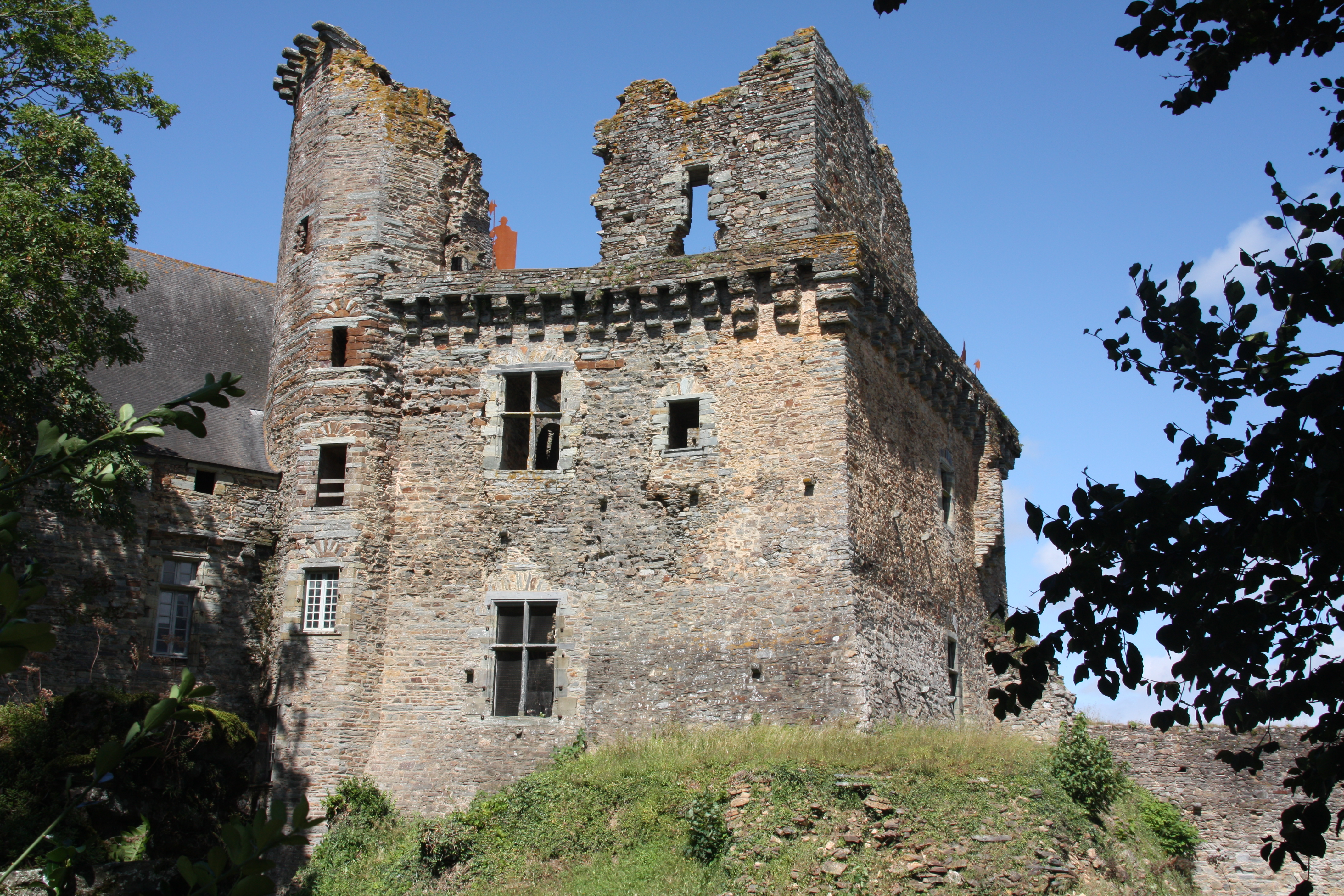
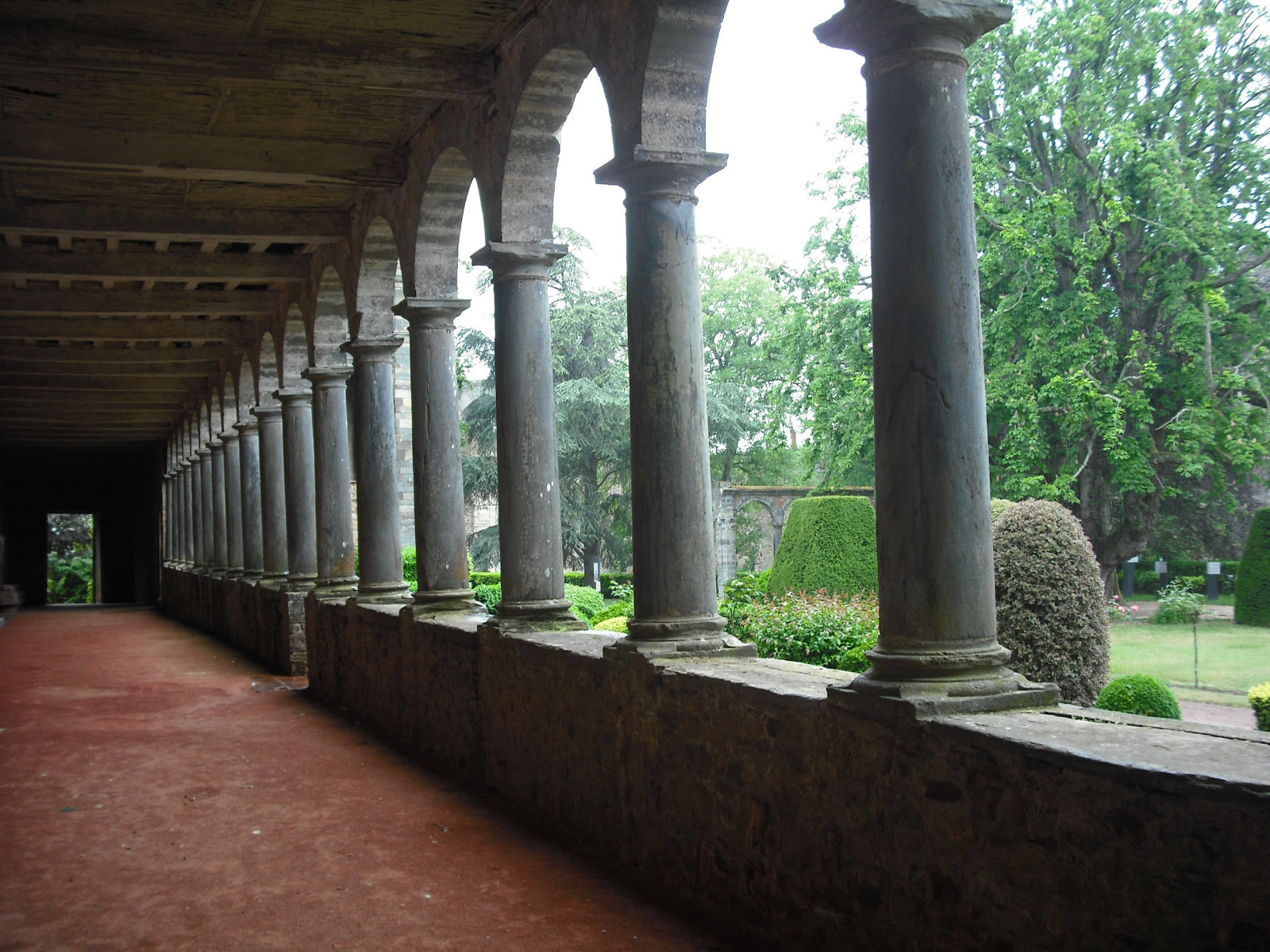
معرض
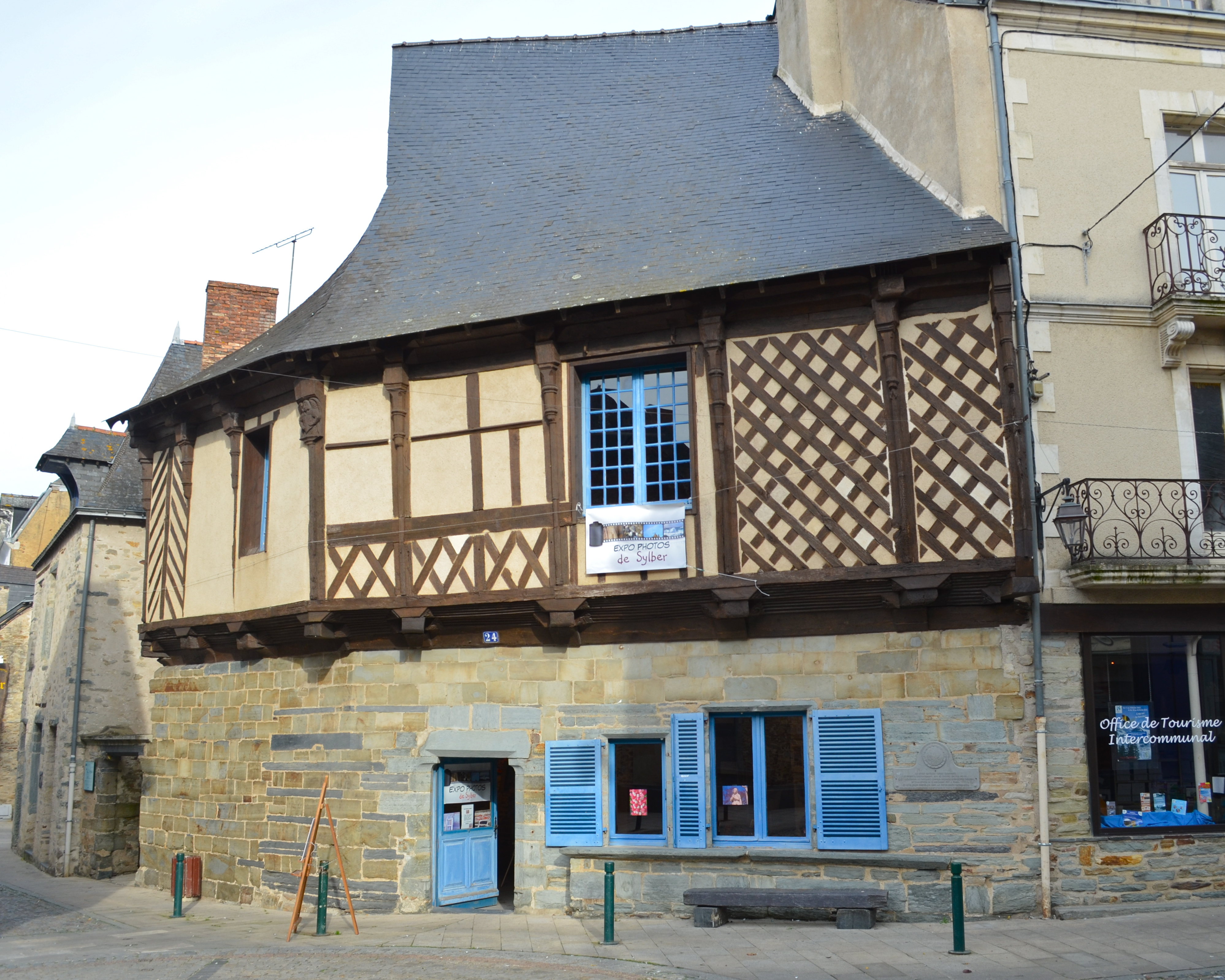
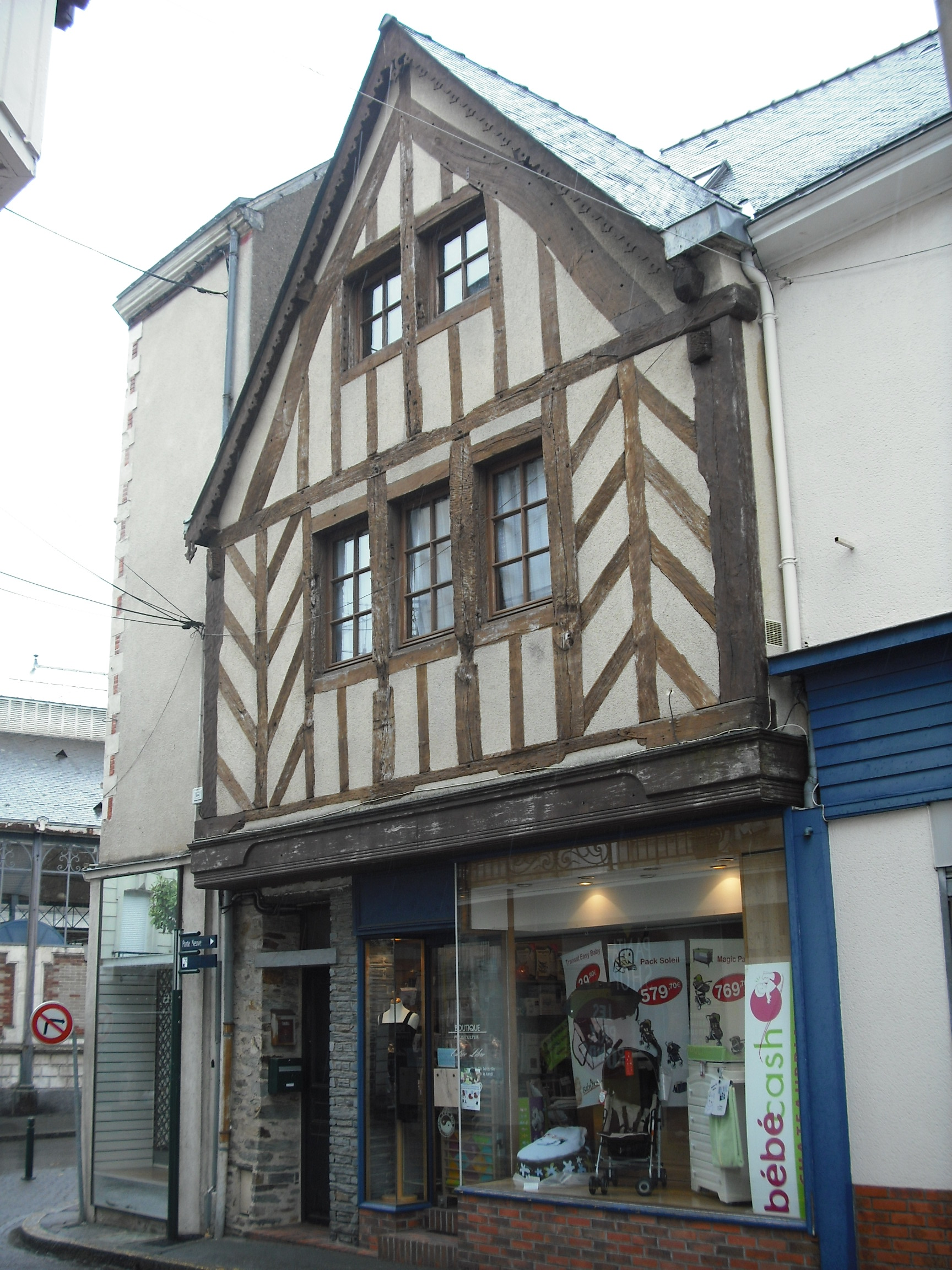
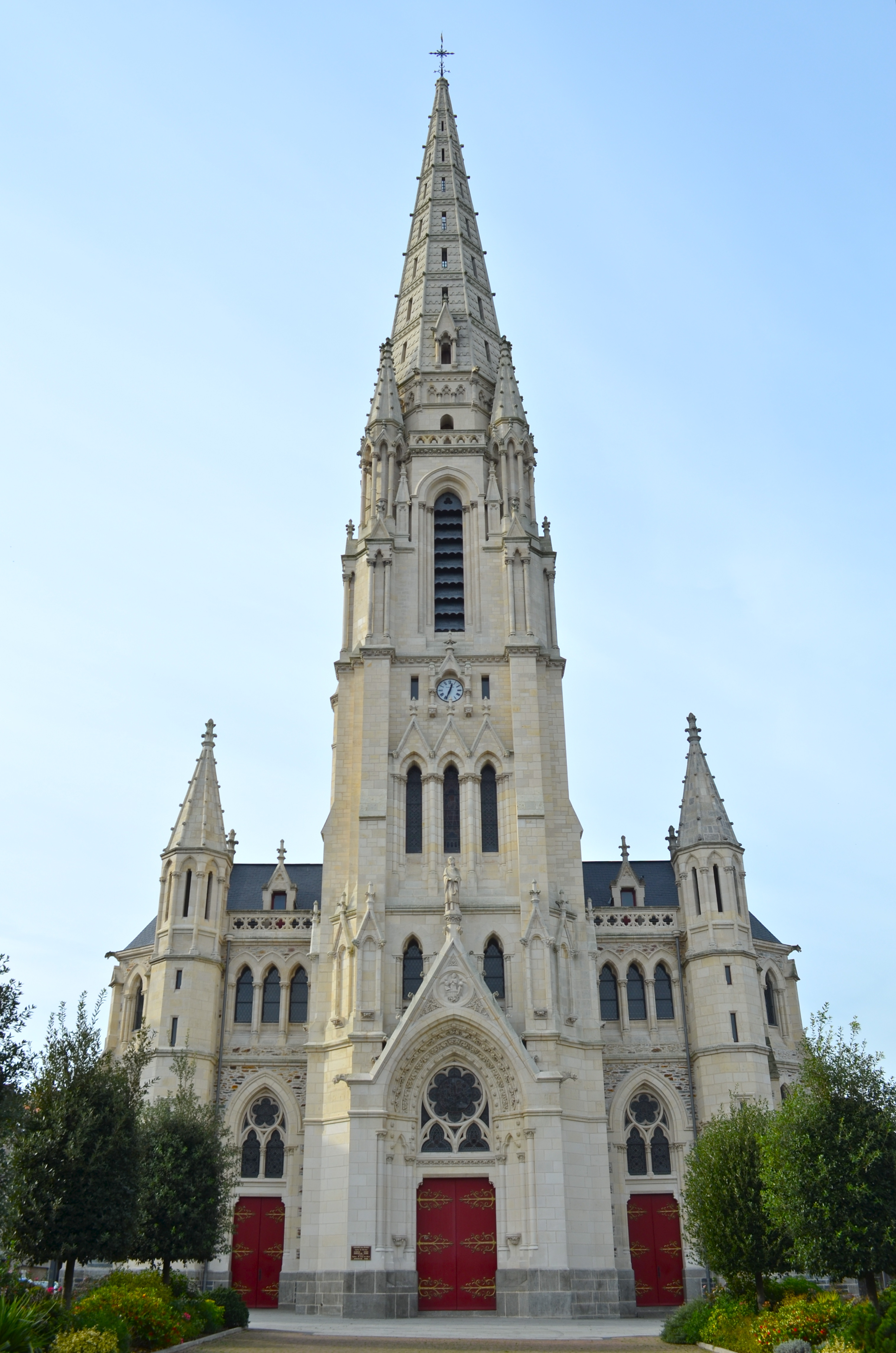
كنيسة القديس نقولا.
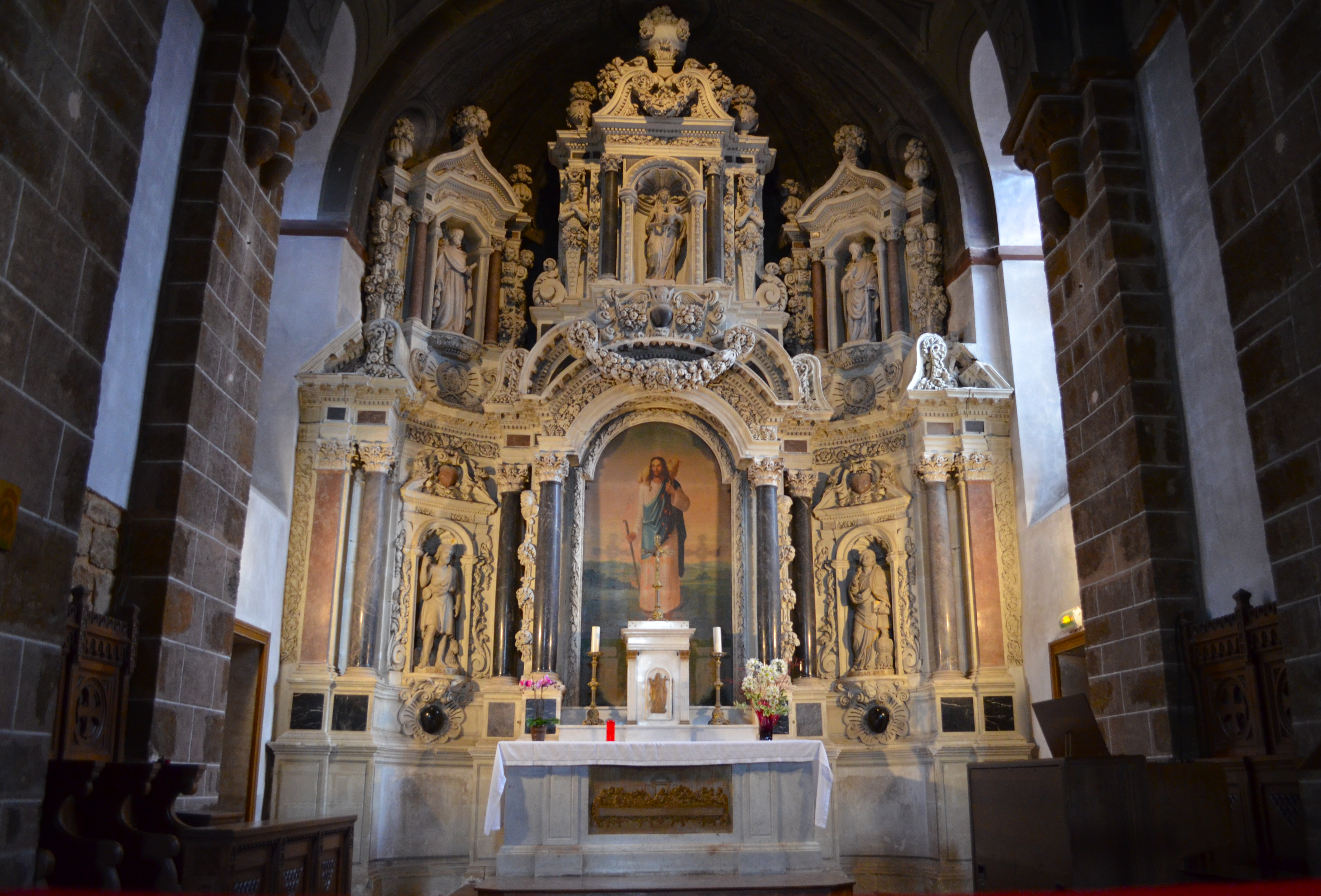
كنيسة سان جان دي بيري.